# Kongo (rzeka)
Kongo (fr. i port. Congo; w górnym biegu Lualaba) – rzeka w Afryce Równikowej, uchodzi do Oceanu Atlantyckiego. Płynie przez Demokratyczną Republikę Konga, Republikę Konga i Angolę. Druga co do długości rzeka Afryki i najgłębsza rzeka świata. Jej zlewnia obejmuje 12% kontynentu.
Roczny odpływ – ok. 1260 km³.

## Bieg Konga
Kongo jest drugą pod względem długości rzeką Afryki (po Nilu). Obszar jego dorzecza stanowi jednak jedną całość geograficzną – w większości zajmują go równinne tereny Kotliny Konga, porośnięte wilgotnym lasem równikowym. W górnym biegu rzeka nosi nazwę Lualaba i wypływa z podnóży pasma Kundelungu w prowincji Górna Katanga na południu Demokratycznej Republiki Konga (przy granicy z Zambią). Wody Lualaby kierują się na północ i przecinają pasmo Mitumba, po czym spieniają się na licznych bystrzach, uniemożliwiając żeglugę.
Rzeka ponownie staje się żeglowna za miastem Bukama. Jej wody przepływają leniwie przez bagniste okolice jezior Kisale i Upemba do miasta Kongolo. Nieco dalej rozpoczyna się szereg spienionych wodospadów, zwanych „Wrotami Piekieł”. Koryto jest tam zwężone i woda przeciska się z dużą prędkością pomiędzy piaskowcowymi skałami. Ten trudny, nieżeglowny odcinek ciągnie się do miasta Kindu, po czym rzeka spowalnia i płynie spokojnie aż do Ubundu. Wysokie progi skalne oddzielające to miasto od położonej nieco dalej na północ aglomeracji Kisangani przyczyniają się do powstania na tym odcinku potężnych wodospadów, zwanych Wodospadami Stanleya. Wyznaczają one kres biegu Lualaby, która oficjalnie zmienia w tym miejscu nazwę na Kongo.
Za Kisangani rozpoczyna się kolejny żeglowny odcinek rzeki. Kongo skręca na zachód i dalej na południe szerokim łukiem o długości 1600 kilometrów. Rzeka płynie tam powoli i majestatycznie, a jedynym utrudnieniem dla żeglugi są niesione z wodą wysepki materii oraz – na skutek malejącej liczebności hipopotamów – coraz bardziej zarastające koryto rzeki.
Na tym najdłuższym żeglownym odcinku Kongo mija aglomerację Mbandaka, a dalej łączy się z najważniejszym dopływem Ubangi. Koryto wyznacza dalej granicę z Republiką Konga aż do końca żeglownego odcinka między Brazzaville a Kinszasą. Miasta te leżą na przeciwległych brzegach i są obecnie stolicami dwóch afrykańskich państw (odpowiednio Republiki Konga i Demokratycznej Republiki Konga). Kursuje między nimi prom i działają punkty odprawy granicznej.

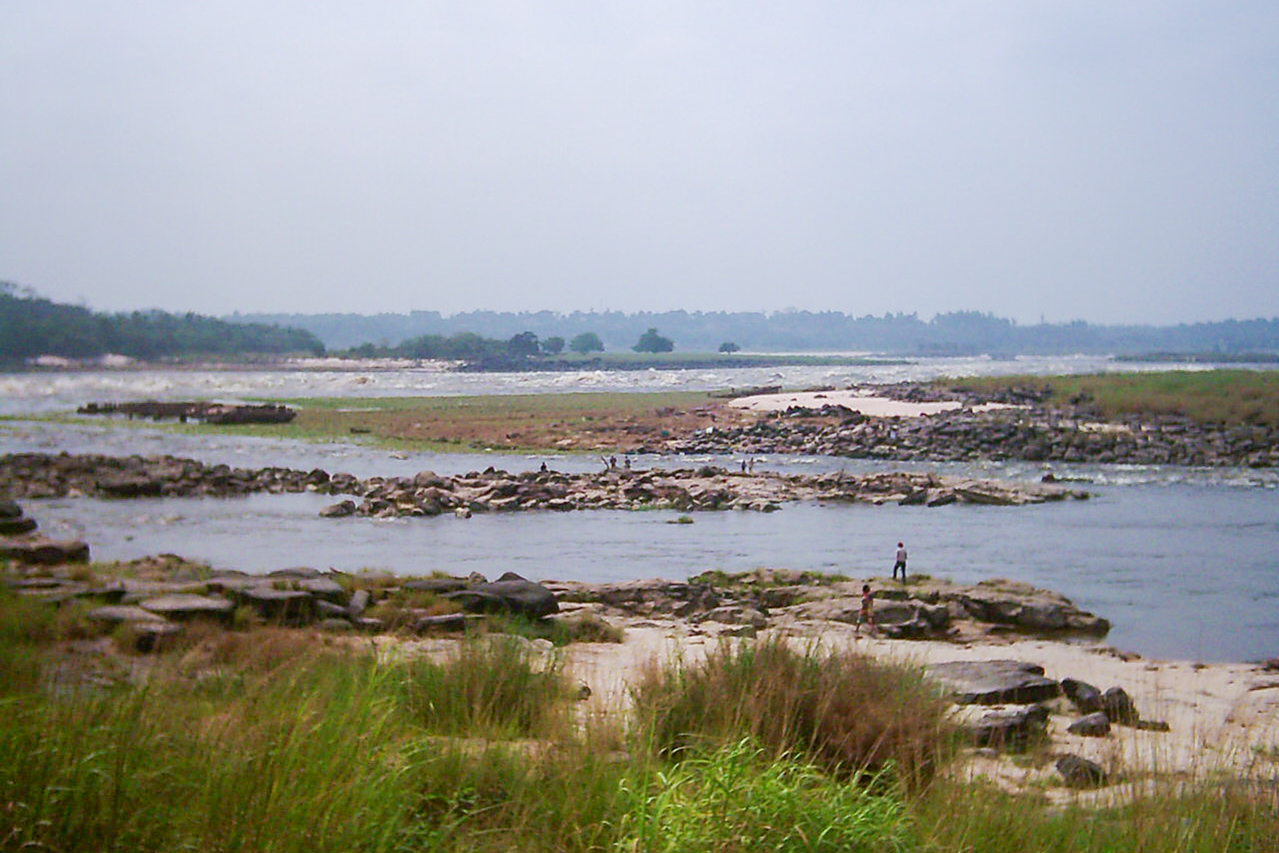
Porohy na Kongu na odcinku Wodospadów Livingstone’a

Za Kinszasą i Brazzaville rozpoczyna się kolejny odcinek niezdatny do żeglugi. Wody Konga z hukiem rozbijają się tam o skały na Wodospadach Livingstone’a w obrębie przełomu przez Próg Dolnogwinejski. W przeszłości wodospady te były barierą nie do pokonania dla europejskich ekspedycji naukowych w górę rzeki. Obecnie linia kolejowa zbudowana między Kinszasą a Matadi pozwala je ominąć.

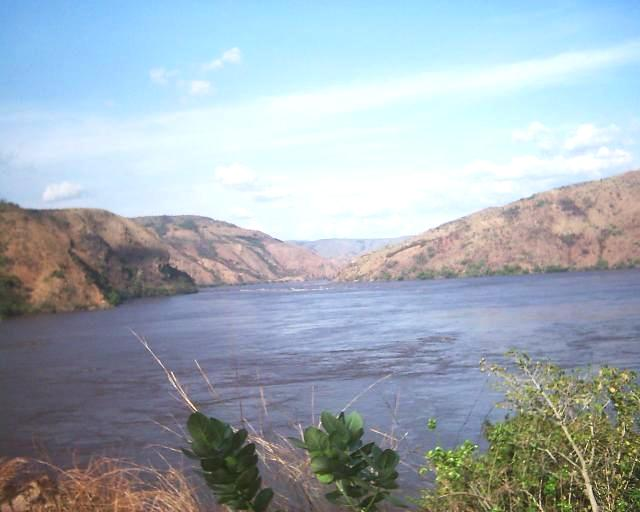
Kongo w rejonie Matadi

Matadi jest głównym portem morskim Demokratycznej Republiki Konga. Położone jest nad brzegiem szerokiego estuarium rzeki Kongo, około 130 kilometrów od Oceanu Atlantyckiego. Zdatne do żeglugi, lejowe ujście Konga osiąga miejscami szerokość ponad 20 kilometrów.
Rzeka płynie tam wzdłuż granicy z Angolą. Oprócz Matadi nad jej brzegami rozlokowano jeszcze trzy inne porty morskie – Boma i Banana w Demokratycznej Republice Konga oraz Soyo w Angoli.

## Główne dopływy (z dopływami Lualaby)

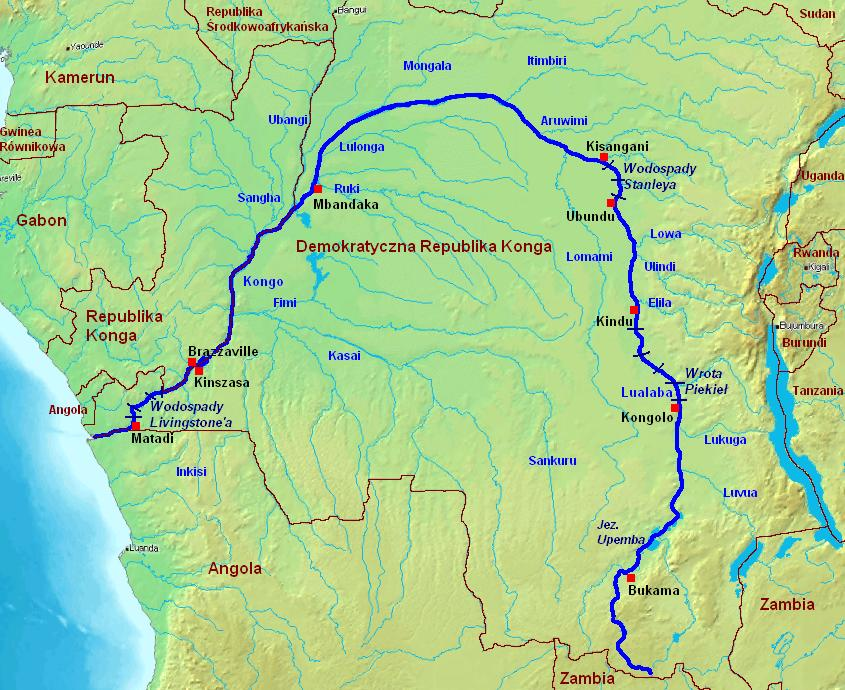
Rzeka Kongo, ważniejsze dopływy i miasta nad jej brzegiem

Prawe:
- Lufira
- Luvua
- Lukuga
- Luama
- Elila
- Ulindi
- Lowa
- Maiko
- Tshopo
- Lindi
- Aruwimi
- Lulu
- Itimbiri
- Mongala
- Ubangi
- Sangha
- Alima
- Léfini

Lewe:
- Lovoi
- Lomami
- Lulonga
- Ruki
- Ikelemba
- Kasai
- Lomela

## Historia

### Czasy przedkolonialne
Przed przybyciem Europejczyków na terenach lasów deszczowych dorzecza Konga osiadały nad brzegami rzek rozmaite plemiona afrykańskie. Ludy te zwykle jednak krótko zamieszkiwały ten obszar i nie tworzyły ważnych ośrodków cywilizacyjnych. Wyjątkiem było plemię Bushongo żyjące na skraju tropikalnej puszczy w miejscu, gdzie Sankuru wpływa do Kasai, dopływu rzeki Kongo. Lud ten – o najwyższej kulturze wśród plemion zamieszkujących Kotlinę Kongo – stworzył na początku XVII wieku potężne, acz pokojowo nastawione królestwo Kuba ze stolicą w Mushenge, które uległo dopiero pod naporem europejskich kolonizatorów pod koniec XIX wieku.
Innym potężnym państwem, jakie rozwinęło się na tych terenach, było Królestwo Konga, istniejące w dolnym biegu rzeki Kongo od XV wieku do początków wieku XX. U szczytu potęgi rozciągało się ono od wybrzeży Atlantyku na zachodzie aż po rzekę Kuango na wschodzie i od rzeki Kongo na północy aż po rzekę Kuanza na południu.
Oprócz wspomnianych wyżej potężnych królestw w dorzeczu Konga zawiązywały się w czasach przedkolonialnych również pomniejsze ośrodki kulturowe, m.in. Ngoyo, Kakongo, Ndongo, Matamba czy Garengaze. Ulegały one z czasem kolonizacji europejskiej lub były wchłaniane przez potężniejszych afrykańskich rywali.
Wpływom cywilizacji Zachodu opierają się Pigmeje z plemienia Mbuti, zamieszkujący od niepamiętnych czasów tropikalną puszczę Ituri wzdłuż rzeki Aruwimi – jednego z dopływów Konga. Ludzie ci wciąż prowadzą łowiecko-zbieracki tryb życia, a ich zwyczaje nie zmieniły się od stuleci.

### Odkrycie i pierwsze badania europejskie
Ujście wielkiej rzeki znane było Europejczykom od roku 1482, kiedy odkrył je Diogo Cão żeglarz na usługach Jana II, króla Portugalii poszukującego drogi do Indii. Cão wbił w pobliżu ujścia słup kamienny (port. padrão), stąd przez jakiś czas wśród żeglarzy rzeka nazywana była Rio de Padrão. Portugalczycy dowiedzieli się wkrótce, że w głębi lądu znajduje się silny ośrodek władzy, Królestwo Konga, władane ze stolicy w Mbanzie przez króla Mani Kongo.
Cão znał legendę o leżącym poza równikiem królestwie mitycznego Księdza Jana, a potężna rzeka wydała mu się drogą wodną dogodną do przeprowadzenia poszukiwań. Podjął je podczas swej drugiej wyprawy w roku 1485, wpływając karawelą w górę nurtu. Po 150 kilometrach zatrzymał go ostatni z Wodospadów Livingstone’a.
Kolejna wyprawa portugalska, pod wodzą Gonçalo de Sousa'y, dotarła do ujścia Konga w roku 1491 z zamiarem założenia kolonii. Eksperyment zakończył się tragicznie – większość członków ekspedycji, wraz z wodzem, zmarła na chorobę tropikalną, a reszta szukała ocalenia w Mbanzie. Mani Kongo przyjął ich dobrze i wkrótce przeszedł – wraz z dworem – na chrześcijaństwo. Po jego śmierci doszło do wojny sukcesyjnej pomiędzy jego dwoma synami – poganinem i chrześcijaninem. Chrześcijański pretendent imieniem Affonzo zwyciężył z pomocą Portugalczyków. Wkrótce przybysze stali się wszechobecni, a popyt na dobra z Europy tak wielki, że rozpoczął się na szeroką skalę handel żywym towarem; pierwszy targ niewolników powstał w Lizbonie w roku 1494.
Wkrótce zapotrzebowanie na tanią siłę roboczą w rejonie Karaibów, a następnie Ameryki Środkowej i Południowej wzrosło, a łowcy i handlarze niewolników dorabiali się fortun. W Afryce Środkowej centrum tego handlu znajdowało się na Wyspie Świętego Tomasza, skąd wyruszały wyprawy po niewolników na kontynent. W roku 1511 Affonzo zwrócił się do króla Portugalii Manuela I Wielkiego o ochronę, ale prośba ta została zignorowana. W 1542 r. – po śmierci Affonza – kraj popadł w stan chaosu. Portugalczycy formowali i wspierali kolejne marionetkowe rządy kongijskie broniące się przed najazdami wojowników z plemienia Jakas.
W XVI wieku w regionie pojawili się także Anglicy, Francuzi i Holendrzy, ale po krótkim panowaniu tych ostatnich, w roku 1648 Kongo ponownie znalazło się w rękach Portugalczyków. W tym czasie wzrósł znacznie handel niewolnikami. Polowanie na ludzi oddano w ręce krajowców, a biali zajęli się obsługą targowisk, przetrzymywaniem i ekspedycją schwytanych. W rezultacie wnętrze basenu dorzecza kongijskiego pozostało niezbadane przez następne dwieście lat.

### Europejskie wyprawy naukowe

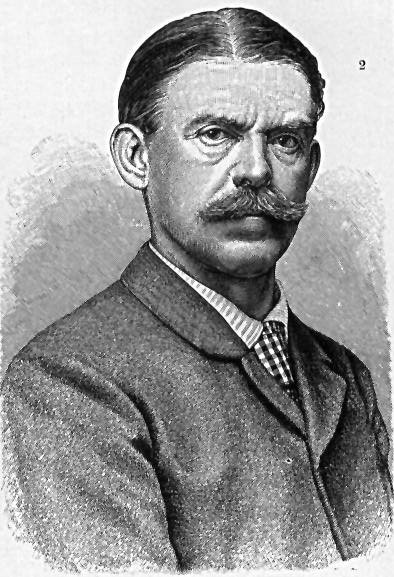
Georg Schweinfurth

W dobie oświecenia wzrosło zainteresowanie Czarnym Lądem w Europie, a zwłaszcza w Anglii, gdzie zrodziło się pojęcie „szlachetnego dzikusa” oraz zapotrzebowanie na wiedzę o wnętrzu kontynentu. Rzeka Kongo, kojarzona od starożytności zarówno z Nilem, jak i Nigrem, budziła szczególne emocje.
W roku 1816 nad Kongo pojawiła się finansowana przez rząd brytyjski ekspedycja Jamesa Kingstona Tuckeya, który podjął się zbadać bieg rzeki Niger od tej właśnie strony. Wyprawa została zdziesiątkowana przez malarię i dyzenterię. Tuckey zdołał sporządzić mapę pierwszych 220 kilometrów rzeki, nim umarł. Do Anglii wróciła zaledwie połowa jego ludzi.
W roku 1868 niemiecki naturalista Georg Schweinfurth, poszukujący w północnym Sudanie źródeł Nilu, dotarł do basenu kongijskiego i zbadał bieg rzeki Uele. Jego rysunki oraz opisy fauny, flory i tubylczych mieszkańców wywołały dalszy wzrost zainteresowania regionem. Schweinfurth był pierwszym białym, który zetknął się z plemionami Mbuti, zamieszkującymi lasy na północ od wielkiej rzeki.

### Podróże Stanleya

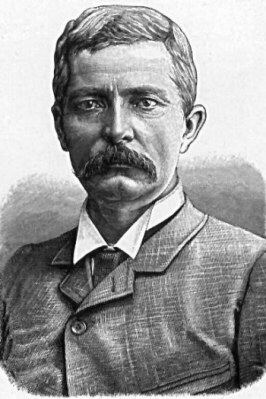
Henry Morton Stanley

W 1871 roku poszukiwacz przygód i reporter gazety „New York Herald” Henry Morton Stanley udał się do Afryki z zadaniem odszukania zaginionego podróżnika dr. Davida Livingstone’a. Stanley odnalazł Livingstone’a prowadzącego badania nad połączeniami Nilu i Konga z wielkimi jeziorami afrykańskimi. Gdy Livingstone zmarł w maju 1873, Stanley podjął się kontynuacji jego dzieła, wraz z odkryciem źródeł Konga i przebycie rzeki aż do ujścia. Miał poważnego konkurenta w postaci Verney'ego Lovetta Camerona, który również wyruszył na poszukiwanie Livingstone’a. Cameron był jednak spóźniony i gdy trafił na trop, Livingstone już nie żył. Anglik postanowił spenetrować dorzecze Konga i ruszył na zachód, docierając do Nyangwe, centrum handlu niewolnikami nad Lualabą. Stamtąd, z karawaną mulata Tippo Tipa, dotarł w roku 1875 do wybrzeża Angoli.
Stanley w roku 1876 również dotarł do Nyangwe, gdzie za duże pieniądze wynajął Tippo Tipa i jego zbrojną eskortę do przeprowadzenia go wzdłuż rzeki do miejsca, gdzie będzie mógł zdobyć czółna. Po przebyciu w morderczym marszu przez dżunglę zaledwie 300 kilometrów rozstał się z Tippo Tipem. Stanley, mając ponad 20 sporych czółen, rozpoczął 26 grudnia podróż w dół rzeki, by 4 stycznia 1877 roku dotrzeć do Wodospadów Stanleya. Przenioska łodzi przez nie zajęła mu trzy tygodnie. Na odcinku dalszych 1500 kilometrów podróż odbywała się przy walkach z plemionami ludożerczymi niemal nieustannie atakującymi przybyszów. Stanley stoczył w tym czasie 24 większe bitwy i setki krótkich starć. Na wysokości Płaskowyżu Bateke żegluga stała się znacznie trudniejsza, ale tubylcy gościnniejsi. W marcu 1877 roku wyprawa dotarła do ciągnących się na odcinku ponad 300 kilometrów Wodospadów Livingstone’a, podczas pokonywania których śmierć poniósł ostatni biały towarzysz Stanleya. 1 sierpnia ekspedycja osiągnęła punkt, do którego dotarł Tuckey ponad 60 lat wcześniej. Wkrótce Stanley dotarł, serdecznie witany, do portugalskiej osady Boma. Pokonał ponad 11 tysięcy kilometrów, dowodząc, że Nil i Kongo to odrębne rzeki i że Lualaba to górny bieg Konga.

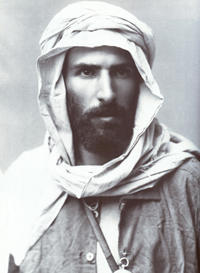
Pierre Savorgnan de Brazza

W roku 1878 Stanley wrócił do Londynu z planami zajęcia tego kraju dla Anglii, lecz nie spotkał się z zainteresowaniem. Wykorzystał to król Belgii Leopold II, który właśnie rozglądał się za jakąś afrykańską kolonią. Zdobycie Konga nie było jednak sprawą prostą. Francja, zaniepokojona zamysłem króla Belgów, wysłała do regionu ekspedycję rządową, na czele której stanął Pierre-Paul-François-Camille Savorgnan de Brazza. Brazza spenetrował obszary współczesnego Gabonu, a w roku 1880 dotarł do wioski Mbe (dzisiejsze Brazzaville) i rozpoczął rokowania z lokalnym kacykiem Makoko. Tam spotkał się ze Stanleyem, który był właśnie zajęty budową drogi – obwodnicy Wodospadów Livingstone’a.
Do roku 1884 Stanley pracował dla króla Leopolda, ustanawiając na lewym brzegu Konga Wolne Państwo Kongo podległe bezpośrednio Leopoldowi. W roku 1909 prywatna domena królewska przeszła na własność państwa jako kolonia pod nazwą Kongo Belgijskie. Stanley odbył jeszcze jedną podróż po Kongo – tym razem w górę rzeki – w latach 1887–1889, a celem wyprawy było uwolnienie otoczonej przez mahdystów nad Jeziorem Alberta armijki Mehmeda Emina Paszy.

### Współczesność

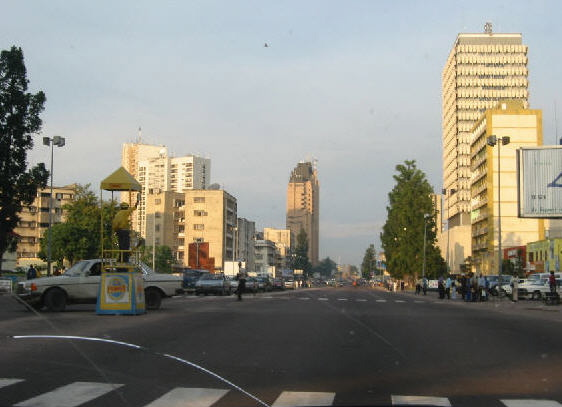
Nowoczesna zabudowa Kinszasy – wielkiej metropolii nad Kongiem

Na obszarze dawnych kolonii belgijskiej i francuskiej (Kongo Środkowe, później Kongo Brazzaville) istnieją obecnie dwa państwa: Kongo ze stolicą w Brazzaville i Demokratyczna Republika Konga ze stolicą w Kinszasie. Po rzece, od Kinszasy do Kisangani istnieje regularna żegluga pasażerska i towarowa. Demokratyczna Republika Konga jest krajem kontrastów – z jednej strony są tam wielkie metropolie, jak Kiszasa czy Lubumbashi, z drugiej zaś wiele plemion nie straciło poczucia swojej przynależności etnicznej i kulturowej, mimo unowocześnionego trybu życia. Obszar dorzecza Konga jest wciąż mozaiką kulturową i etniczną. Oprócz wspomnianych Mbuti czy Bushongo, żyją tam między innymi plemiona Wagenia (okolice Wodospadów Stanleya) czy Sara-Njinge z okolic rzeki Ubangi. Nierzadko konflikt interesów spowodowany m.in. różnym trybem życia tych plemion prowadzi do krwawych starć. Przykładem może być konflikt w latach 1996–2007 w prowincji Ituri między rolniczą ludnością Lendu a żyjącymi z wypasu zwierząt Hema. W latach sześćdziesiątych doszło do krwawych starć w prowincji Katanga. Demokratyczna Republika Konga pozostaje niespokojnym i niebezpiecznym krajem w stanie wojny domowej.

## Znaczenie gospodarcze

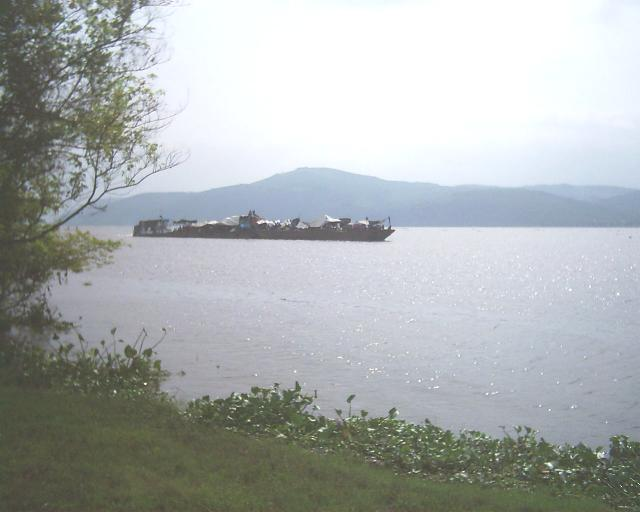
Barka na rzece Kongo w okolicach Maluku w pobliżu Kinszasy

Gęste tropikalne lasy Kotliny Konga uniemożliwiają transport towarów i ludzi drogą lądową. Z tego względu główną arterią komunikacyjną w tej części świata pozostaje rzeka Kongo. Szlak ten odgrywa dużą rolę w transporcie towarów między uprzemysłowionym okręgiem Katanga w południowo-wschodniej Demokratycznej Republice Konga a portem morskim w Matadi. Ze względu na liczne progi i wodospady, rzeka żeglowna jest jednak tylko na niektórych odcinkach. Wraz z jej żeglownymi dopływami Kongo stanowi system transportu wodnego długości ponad 12 000 km. Nieżeglowne odcinki rzeki omijane są za pomocą zbudowanych we właściwych miejscach linii kolejowych: odcinek Kiszasa – Matadi dla ominięcia Wodospadów Livingstone’a, odcinek Ubundu – Kisangani dla ominięcia Wodospadów Stanleya oraz odcinek Kindu – Kongolo dla ominięcia „Wrót Piekieł” (ta linia ciągnie się współcześnie dalej na południe do samego regionu Katanga).

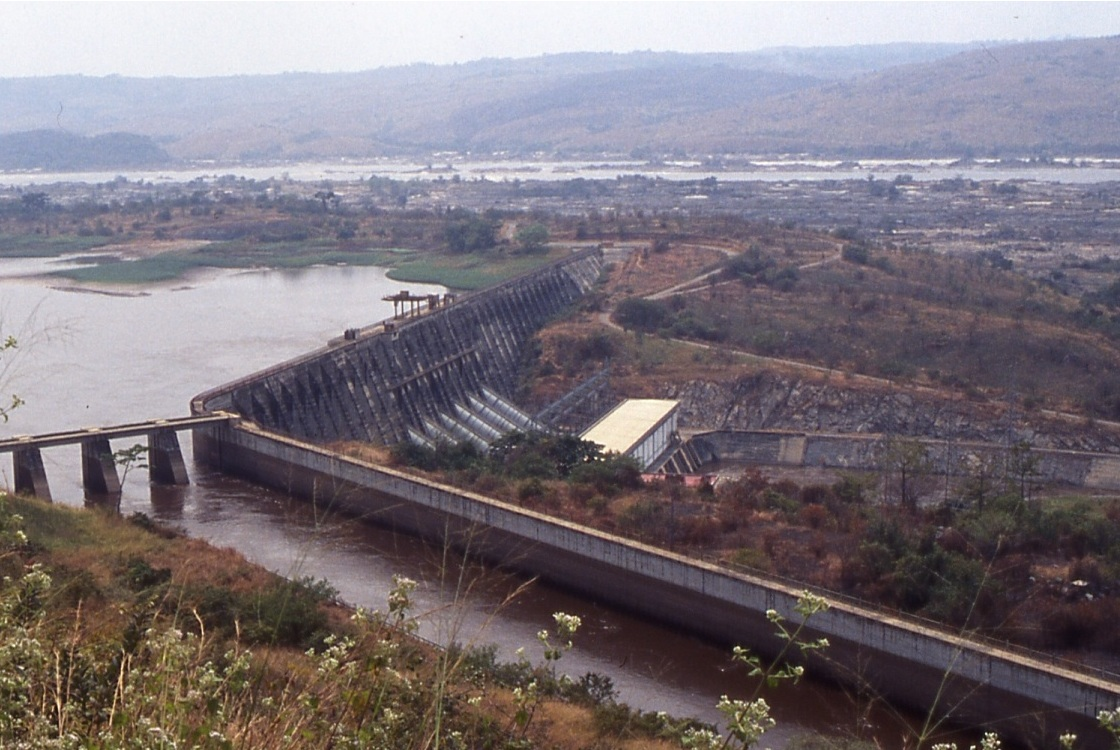
Elektrownie wodne Inga

W dolnym biegu koło miasta Matadi działa zespół wielkich elektrowni – Inga. Wysokość wodospadu sięga 96 m, a średni przepływ wynosi 42 476 m³/s. Działają tam dwie elektrownie wodne, zbudowane za czasów Mobutu Sese Seki – Inga I i Inga II, dostarczające energii elektrycznej dla całego kraju. Istnieją plany rozbudowy systemu, tak aby mógł on produkować łącznie 39 GW energii, co wystarczyłoby dla zaspokojenia zapotrzebowania na prąd całego kontynentu afrykańskiego. Wiązałoby się to jednak z ogromnymi kosztami, co powoduje sprzeciw wobec tej inwestycji.